# Costelytra brunneum
Costelytra brunneum är en skalbaggsart som beskrevs av Thomas Broun 1880. Costelytra brunneum ingår i släktet Costelytra och familjen Melolonthidae. Inga underarter finns listade i Catalogue of Life.